# 410817 Zaffino
410817 Zaffino este o planetă minoră () din Sistemul Solar. A fost descoperită pe la Table Mountain Observatory⁠(d) de James Whitney Young⁠(d). 
Obiectul prezintă o orbită caracterizată de o semiaxă mare de , o excentricitate de , o înclinație de  în raport cu ecliptica.